# Azur, Landes
Azur är en kommun i departementet Landes i regionen Nouvelle-Aquitaine i sydvästra Frankrike. Kommunen ligger i kantonen Soustons som tillhör arrondissementet Dax. År 2022 hade Azur 973 invånare.

## Befolkningsutveckling
Antalet invånare i kommunen Azur
Referens:INSEE